# Jakob IV. (Mallorca)
Jakob IV. von Mallorca (katalanisch: Jaume IV de Mallorca; * 24. August 1336; † Februar 1375 in Soria), war ein Titularkönig von Mallorca aus dem Haus Barcelona.
Jakob IV. war der einzige Sohn König Jakobs III. von Mallorca und dessen Ehefrau Konstanze von Aragón, einer Tochter König Alfons IV. von Aragón. Jakobs Vater wurde 1344 von seinen aragonesischen Vettern von Mallorca vertrieben, die das Königreich mit der Krone Aragóns vereinten. In der Schlacht bei Llucmayor 1349 versuchte der Vater das Königreich zurückzuerobern, fiel aber dabei und Jakob geriet zusammen mit seiner Mutter und Schwester in die Gefangenschaft Aragóns, die er zuerst in Jativa und anschließend in Barcelona verbrachte. Dabei soll er ihm eine äußerst unwürdige Behandlung widerfahren sein, die ihn charakterlich verrohen ließen. 1362 gelang ihm die Flucht. Er heiratete auf Vermittlung Papst Urbans V. die neapolitanische Königin Johanna I. von Anjou. Mit seiner Ehefrau und deren Verwandtschaft lag er aber hauptsächlich im Streit und führte ein rastloses Söldnerleben. Im kastilischen Erbfolgekrieg kämpfte er 1367 in der Schlacht von Nájera auf der Seite des schwarzen Prinzen gegen Bertrand du Guesclin. Bald darauf wurde er aber von Heinrich von Trastamara gefangen genommen, der ihn an Du Guesclin auslieferte. Bis 1370 wurde Jakob von diesem in Montpellier gefangen gehalten. Zusammen mit Herzog Ludwig I. von Anjou führte er 1374 ein Söldnerheer gegen Aragón, wurde aber bei Sant Cugat del Vallès geschlagen. Wenig später starb Jakob im kastilischen Exil in Soria, wo er in der Kirche San Francisco auch bestattet wurde.
Da er mit seiner Frau keine Kinder hatte, gingen seine Ansprüche auf Mallorca auf seine Schwester Isabella über, die mit dem Markgrafen von Montferrat verheiratet war. Isabella verkaufte ihre Rechte 1378 weiter an Herzog Ludwig I. von Anjou, der wenig später von Jakobs Witwe adoptiert wurde.